# Йохан Максимилиан фон Прайзинг
Йохан Максимилиан фон Прайзинг (на немски: Johann Maximilian Graf von Preysing; † 19 януари 1668) е благородник от старата баварска фамилия фон Прайзинг, от 1645 г. граф на Прайзинг.

## Произход
Той е син на баварския държавник фрайхер Йохан Кристоф фон Прайзинг († 1632) и първата му съпруга фрайин Ева Бенигна фон Фрайберг (1584 – 1620). Внук е на фрайхер Ханс Томас фон Прайзинг († 1591). Баща му се жени втори път през 1622 г. за Анна Якоба фон Рехберг († 1622) и трети път през 1625 г. за Юстина Фугер фон Кирхберг-Вайсенхорн (1588 – 1660).
Брат е на Йохан Франц фон Прайзинг († 1687), епископ на Кимзе (1670 – 1687), фрайхер Йохан Якоб фон Прайзинг († 1645) и граф Йохан Кристоф фон Прайзинг-Алтенпрайзинг (1620 – 1666).

## Фамилия
Йохан Максимилиан фон Прайзинг се жени на 2 май 1662 г. в Мюнхен за графиня Мария Вероника фон Валдбург-Траухбург (* пр. 4 май 1642), дъщеря на граф Фридрих фон Валдбург (1592 – 1636) и Сузана Куен фон Белази (1610 – 1669). Те имат три деца:
- Йохан Фридрих Игнац фон Прайзинг (* 23 септември 1646; † 8 септември 1691)
- Йохан Йозеф Фортунат фон Прайзинг (* 22 юли 1651; † 31 октомври 1721)
- Мария Терезия Аделхайд фон Прайзинг (погребана на 29 април 1738 в Мюнхен), омъжена I. 1682 г. за Франц Ернст IV (II) фон Крихинген († 28 ноември 1686), II. на 26 февруари 1681 г. за граф Йохан Баптист Балбис-Ривера († 1695)